# Postgebäude mit Einfriedung und Hofpflasterung (Luckenwalde)

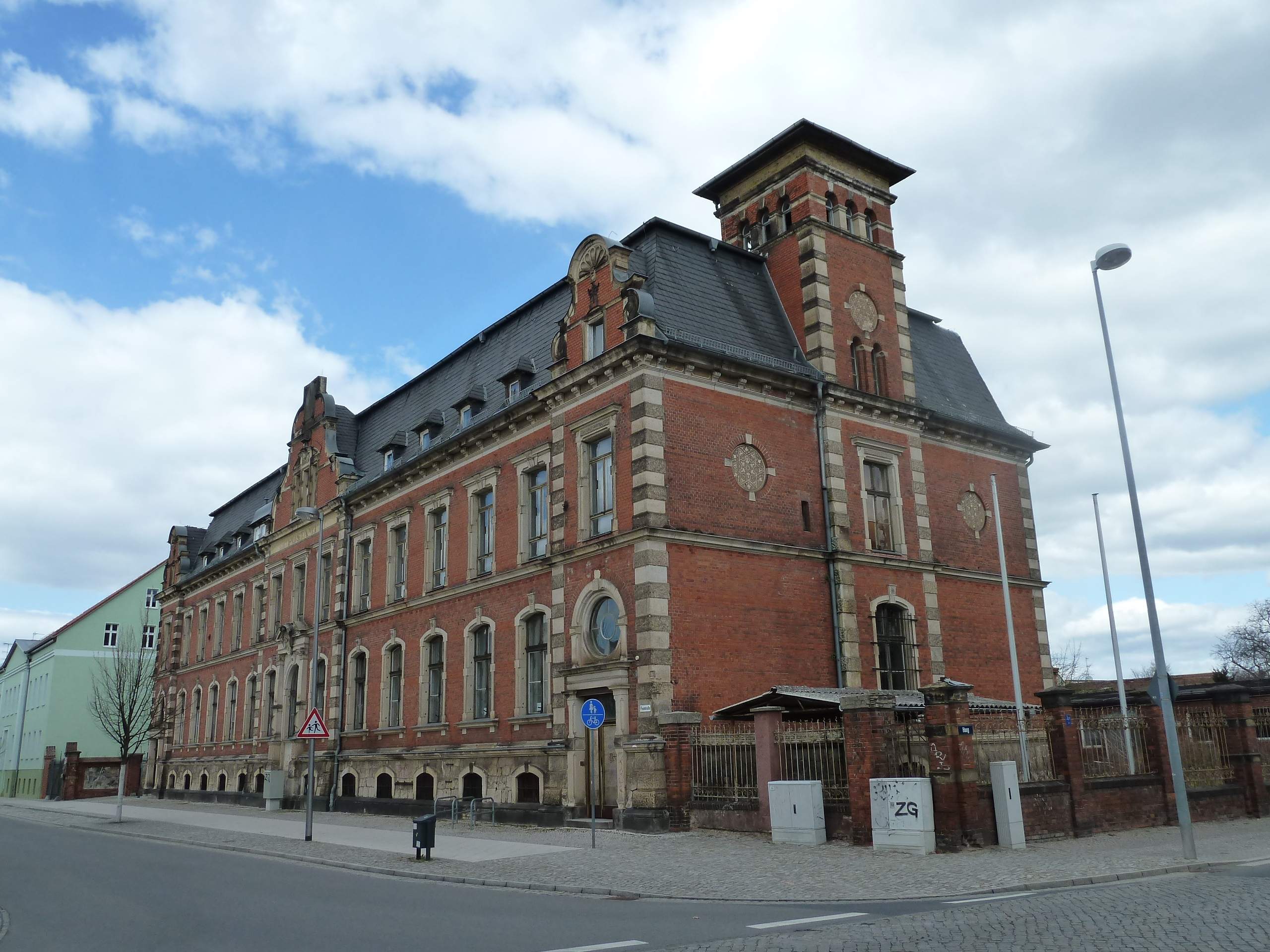
Ehemaliges Postgebäude

Das Postgebäude mit Einfriedung und Hofpflasterung ist ein denkmalgeschütztes Bauwerk in der Poststraße 19 in Luckenwalde, der Kreisstadt des Landkreises Teltow-Fläming in Brandenburg.

## Geschichte
Die Stadt erhielt noch bis in das Jahr 1717 die Post aus dem benachbarten Treuenbrietzen. Anschließend errichtete die Preußische Post eine Postexpedition, die im Jahr 1841 zu einem Postamt erster Klasse erhoben wurde. Im Zuge des wirtschaftlichen Aufschwungs der Stadt stieg die Nachfrage nach Postdienstleistungen weiter und so begann die Post am 1. April 1890 mit dem Bau des Gebäudes. Der Dienstbetrieb begann am 30. September 1891 und wurde bis in das Jahr 1997 aufrechterhalten. Eine anschließende Nutzung als Jugendhotel oder 24-Stunden-Kindergarten konnte nicht realisiert werden. Im Jahr 2015 will ein privater Investor in dem Gebäude 26 barrierefreie Mietwohnungen errichten.

## Architektur
Das zweigeschossige Gebäude wurde aus rötlichen Backstein errichtet. Die Fenster, die Gesimse sowie die Eckpfeiler sind im Stil der niederländischen Neorenaissance aufwendig in hellem, teilweise zweifarbigem Sandstein gegliedert. Zur Straßenseite hin befindet sich ein rechteckiger Treppenturm, der zu einem späteren Zeitpunkt aufgestockt wurde. Die Giebel im Satteldach sind aufwendig geschweift.